# Eudelus scabriculus
Eudelus scabriculus är en stekelart som först beskrevs av Thomson 1884.  Eudelus scabriculus ingår i släktet Eudelus och familjen brokparasitsteklar. Utöver nominatformen finns också underarten E. s. meridionator.